# Knos
Knos ili Knosos (grčki: Κνωσ/σ/ός, Knōs/s/ós) je arheološko nalazište na sjeveru otoka Krete, 4 km južno od Herakliona (Grčka); po grčkoj mitologiji prijestolnica kralja Minosa. Knos je najveće arheološko nalazište iz brončanog doba na Kreti, te se smatra prvim europskim gradom. Najznačajniji je spomenik kretsko-mikenske kulture, ima mnoge dvorane s ostacima zidnih slika i štuko ukrasa, kanalizacijski sustav, razna spremišta i dobro zaštićene podrume, kupaonice s tekućom vodom i sl.
Ime Knos sačuvano je zahvaljujući starogrčkim napisima o glavnome gradu Krete, a povezano je s arheološkim nalazištem zahvaljujući rimskim kovanicama pronađenima na okolnim poljima. Kovanice sadrže ime Knos kao i slike minotaura i labirinta iz mita o kralju Minoju, legendarnom vladaru Krete iz Knosa.

## Povijest
Lokalitet je bio naseljen od neolitika, oko 7000. ili 6500. pr. Kr., do pred kraj brončanoga doba, između 1380. i 1100. pr. Kr. Palača u Knosu, sagrađena oko 1900. pr. Kr., bila je obredno i političko središte minojske kulture. Palača u Knosu je bila srušena oko 1400. pr. Kr. Grad iz grčko-rimskog razdoblja bio je podignut izravno uz palaču, a zahvaljujući nedavnim arheološkim iskapanjima dr. Antonisa Kotsonasa sa Sveučilišta Cincinnati utvrđeno je kako je tijekom ranog željeznog doba Knos bio oko triput veći nego što se dosad pretpostavljalo
Stanovništvo se u 9. stoljeću preselilo u novosagrađeni arapski grad Ḫandaq (suvremeni Heraklion). U 13. stoljeću se zvao Makryteikhos („Dugi zid”), a episkopi Gortyna su sebe nastavili zvati episkopima Knosa sve do 19. stoljeća
Ostatke Knosa otkrio je grčki istraživač Minos Kalokerinos 1878. godine, a po oslobođenju Krete od Osmanske vlasti 1899., njihovo arheološko iskopavanje je započeo Sir Arthur Evans 1900. godine. Evans je otkrio i niz slojeva od neolitičkih, preko minojskih, grčkih i rimskih do bizantskih i turskih; po nalazima iz minojskih slojeva Evans je utemeljio kronologiju cijele kretsko-mikenske kulture.
Ovo arheološko nalazište, smješteno u predgrađu Herakliona, je postalo popularno turističko odredište, te je opsežno, a ponekad i kreativno, „nadograđeno” kako bi se učinilo pristupačnije povremenim posjetiteljima na način koji to polje neoznačenih ruševina ne bi moglo biti.

## Odlike
Na površini od gotovo 2 ha oko 2000. pr. Kr. bila je podignuta tzv. „starija palača”, zapravo kompleks zgrada smješten oko središnjega dvorišta, višekratno pregrađivana i uništena potresom polovicom 8. stoljeća pr. Kr. Na njezinim je ruševinama oko 1600. pr. Kr. izgrađena „nova palača”, još veća i raskošnija. S obzirom na terasasto zemljište, do pojedinih dijelova palače vode stubišta, a po svemu sudeći i palača je imala više katova. Oko velikoga središnjeg dvorišta nižu se mnoge reprezentativne prostorije (dvorana s prijestoljem) i stanovi, skladišta s velikim keramičkim posudama za zalihe, radionice i dr.
Palača u Knososu (2000. – 1300. pr. Kr.) je najveća od sačuvanih minojskih utvrđenih središta. Četiri krila su raspoređena oko središnjeg trga, sadrži kraljevska dvorišta, radionice, svetišta, skladišta, dvoranu s prijestoljem i prostoriju za bankete. Oko velikog pravokutnog centralnog trga grupiraju se brojne (oko njih 200) prostorije za reprezentaciju, stanovanje, magazini, radionice i stubišta. Palača je imala mnoštvo zgrada koje su građene u više razina povezivanih stubama. Rasporedom prostorija, nizom trijemova i stuba unutrašnji se prostori otvaraju i međusobno povezuju. Zanimljiv je pravokutni raspored prostora u kojemu je kretanje dosta zamršeno, uvijek određeno pravim kutom. U nacrtu nema logičnog rasporeda ni sklada, te je palača poistovjećivana s labirintom (od labrys = sjekira, jer je u njoj na zidovima naslikano mnoštvo dvosjeklih sjekira, simbola minojske kulture) postalo sinonim za zamršenu zgradu u kojoj se čovjek ne može snaći ili se može lako izgubiti.  
Stubište i gornje prostorije su podignuti na kretskim stupovima i na kružnim arhitravima, vodoravnim kamenim gredama (obojanim u crvenu boju). Neobični su po tome što se sužavaju pri dnu, čime im se remeti stabilnost (što govori o neznanju graditelja), no to je ublaženo njihovim kapitelom (obojanim u crno) koji je izrazito širok (što govori o zrelosti graditelja). Vjeruje se da je graditelj palače (po mitu to je bio sam Dedal) želio stvoriti dojam kako su gornji dijelovi palače nošeni čarolijom. U palači su čak postojale i poluprozirne pregrade od jako istanjenog kamena – obrada stakla još nije bila poznata.
Kako je u palači bila provedena kanalizacija, u dvoranama su imali kupatila i tekuću vodu. Postojale su i dvorane za borilačke vještine i sportske aktivnosti.
Megaron je najreprezentativnija prostorija vladareva doma, to je tip prostora iz ovog perioda, a iz njega se kasnije razvio grčki hram. Potpuno razvijeni tip megarona ima trijem  (2 stupa), ulazi se kroz 3 ulaza u predvorje, a iz predvorja kroz vrata u četverokutni megaron usred kojeg je ognjište okruženo s 4 stuba koji nose konstrukciju krova. Pogled na kraljev i kraljičin megaron nam govori kako im je prioritet bio privatan i lagodan život. Njihove šarolike freske odaju jednu radošću ispunjenu dekorativnu umjetnost.

## Slikarstvo Knosa
Zidovi reprezentativnih prostorija Knosa ukrašeni su štukaturama, reljefima i freskama. Na njima su raznovrsni biljni (ljiljani, palme) i životinjski motivi (dupini, bikovi, grifoni), ali i ljudski likovi u realističkim i fantastičnim prizorima (Igra s bikom, Parižanka, Princ od ljiljana, Nosač vaze, Skupljačica šafrana, Gospođe u plavom). Freska „Gospođe u plavom“, otkrivena u ženskom dijelu palače, prikazuje ženske likove kako se zabavljaju u punom sjaju ljepote i šarma. Obučene su u široke zvonaste suknje, stegnute u struku, a bijele grudi su im obnažene. Odjeća im je od gotovo prozirne tkanine, oči su im krupne, bademaste, predstavljene en face, usne su im crvene, a kosa crna s uvojcima koji padaju na čelo, vrat i ramena. Po izgledu, odjeći i nakitu, pretpostavlja se kako je riječ o plemkinjama. 
Razvoj slikarstva na vazama U Knosu počinje u ranom minojskom razdoblju. Otkriće lončarskog kola pomoglo je da se lakše izvode različiti oblici, a i bojena dekoracija se mogla nanijeti s više nijansi i vještine. Vaze palas stila, ponekad nazivane i „vaze dvorskog stila”, povezuju se za obnovu palače u Knos oko 1550. pr. Kr., i za razliku od Kamares stila, koje su uglavnom vezane za Fest, vaze stila palas su značajne po broju, raznovrsnosti i ljepoti oblika i dekoracija.

## Vanjske poveznice
- British School, Atena - Knossos  Arhivirana inačica izvorne stranice od 3. ožujka 2007. (Wayback Machine), uključuje Activex obilazak s interaktivnim panoramama unutrašnjosti Knosa.